# Augusto Bedacarratz
Augusto Bedacarratz (La Pampa, 9 luglio 1943) è un aviatore argentino.
Ufficiale pilota dell'aviazione navale (Aviación Naval) della Marina militare argentina, con il grado di capitano di fregata (capitán de fragata) partecipò con distinzione alla guerra delle Falkland contro la Gran Bretagna nel 1982.
Il 4 maggio 1982 guidò la prima missione di attacco aeronavale con gli aerei di produzione francese Dassault Super Étendard contro la squadra navale britannica arrivata al largo delle isole Falkland; l'attacco, effettuato a distanza con missili Exocet, ebbe pieno successo e venne affondato il cacciatorpediniere britannico HMS Sheffield.

## Biografia

### Ufficiale pilota dellaAviación Naval
Nativo nella provincia argentina della Pampa da una famiglia originaria della regione basca in Francia, Augusto Bedacarratz entrò nell'accademia navale argentina, diplomandosi nel 1965. Uscito dalla scuola militare con rimarchevoli risultati, venne assegnato alla portaerei Independencia dove svolse l'addestramento avanzato per acquisire la qualifica al ruolo di aviatore navale, nel 1967 divenne un pilota della Aviación Naval e nel 1967 ricevette l'idoneità al pilotaggio di aerei a reazione. Assegnato alla 3ª Escuadrilla de Aviones de Combate de la Armada si specializzò nel ruolo di pilota di aerei imbarcati su portaerei.

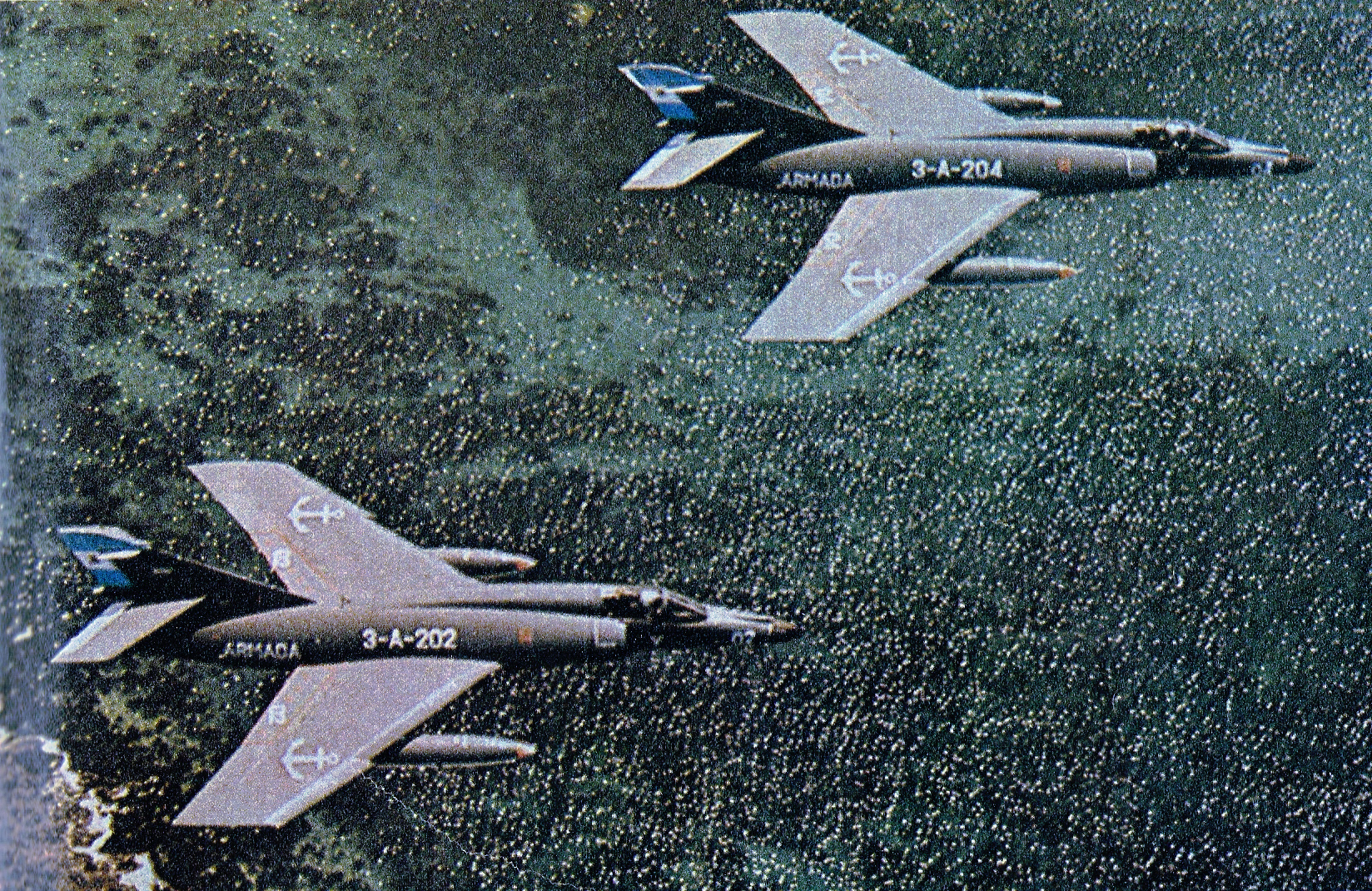
Due Dassault-Breguet Super Étendard della Aviación Naval argentina in volo nel 1982.

Nel settembre 1980 venne trasferito alla 2da Escuadrilla Aeronaval de Caza y Ataque prescelta per inserire nelle forze operative dell'aviazione navale i nuovi aerei da caccia e attacco di produzione francese Dassault-Breguet Super Étendard; a questo scopo venne inviato insieme ad altri otto piloti e alcune decine di tecnici nella base navale francese di Rochefort. Il comandante della missione argentina era il capitano di corvetta Jorge Colombo, mentre Bedacarratz era, con il grado di capitano di corvetta, il vice comandante e l'incaricato di curare soprattutto, insieme al tenente di fregata Armando Mayora, l'addestramento all'impiego nel ruolo antinave del missile Exocet. L'Armada aveva ordinato 14 aerei da caccia e attacco Super Étendard, e i primi cinque sarebbero stati consegnati nel dicembre 1981; venne anche presentato un ordine per 14 missili Exocet.
Dopo il periodo trascorso a Rochefort, Colombo, Bedacarratz e gli altri piloti argentini furono trasferiti alla base aeronavale di Landivisiau nel nord-ovest della Francia, dove effettuarono l'addestramento avanzato all'impiego del Dassault-Breguet Super Étendard e iniziarono i programmi di qualifica all'impiego del missile Exocet. Infine nel luglio 1981 i piloti argentini ritornarono in patria e vennero assegnati alla Base Aeronaval Comandante Espora.

### La guerra delle Falkland
L'inizio della guerra delle Falkland nell'aprile 1982 impose al comando dell'aviazione navale argentina di rischierare i suoi aerei per essere in posizione per attaccare la squadra navale britannica in rotta verso le isole; i piloti e gli aerei della 2da Escuadrilla Aeronaval de Caza y Ataque quindi vennero trasferiti nella base aeronavale di Río Grande nella Terra del Fuoco dove si prepararono freneticamente per entrare in combattimento contro le navi nemiche.
I Super Étendard argentini poterono finalmente entrare in azione, dopo alcune difficoltà iniziali, il 4 maggio 1982 quando un aereo da ricognizione Lockheed P2V Neptune, decollato alle ore 05.00 del mattino, rilevò le emissioni elettroniche di un cacciatorpediniere britannico classe Type 22. Nella basse di Río Grande quindi vennero rapidamente preparati due Super Étendard che, pilotati da Bedacarratz e dal tenente Armando Mayora, avrebbero dovuto attaccare le navi nemiche con i missili Exocet. Bedacarratz ha raccontato in varie interviste dopo la guerra la grande concentrazione dei due piloti e l'estrema tensione dei momenti prima del decollo: si trattava della prima missione di guerra con un sistema d'armata mai impiegato prima Il decollo avvenne alle ore 09.45 con un tempo sfavorevole e il volo si svolse inizialmente in completo silenzio radio.
I due aerei effettuarono con successo il rifornimento in volo da un KC-130 Hercules alle ore 09.45 e quindi proseguirono verso l'area indicata dal rilevamento del P2V Neptune volando a quota molto bassa sulla superficie del mare per evitare di essere individuati dai radar delle navi britanniche. A circa venti miglia dagli obiettivi, il capitano Bedacarratz e il tenente Mayora risalirono rapidamente di quota e individuarono con i loro radar di bordo la squadra navale britannica; i piloti interruppero il silenzio radio e verificarono i dati per il lancio. Secondo i ricordi di Bedacarratz, i due ufficiali dell'aeronavale erano totalmente concentrati sugli aspetti tecnici della missione; i Super Étendard risalirono di quota e Bedacarratz lanciò il missile Exocet alle ore 11.04 subito seguito dal tenente Mayora.
Dopo aver lanciato i missili Bedacarratz e Mayora si diressero subito, volando a quindici metri di quota, in direzione dell'Antartide per ingannare il nemico, prima di deviare verso la base di Río Grande dove atterrarono in salvo alle ore 12.04. I due piloti, esausti ma sollevati per la riuscita tecnica della missione,  non avevano informazioni sui risultati ottenuti dai due missili e solo più tardi appresero la notizia dell'importante successo raggiunto. Uno dei due Exocet aveva mancato il bersaglio, ma l'altro aveva colpito il cacciatorpediniere HMS Sheffield che si incendiò; la nave affondò dopo sei giorni, le perdite britanniche furono di 20 morti e numerosi feriti. A causa di una serie di circostanze ed errori, gli Exocet furono individuati dalla squadra navale britannica solo pochi secondi prima dell'impatto del missile contro lo HMS Sheffield.

### Dopo la guerra

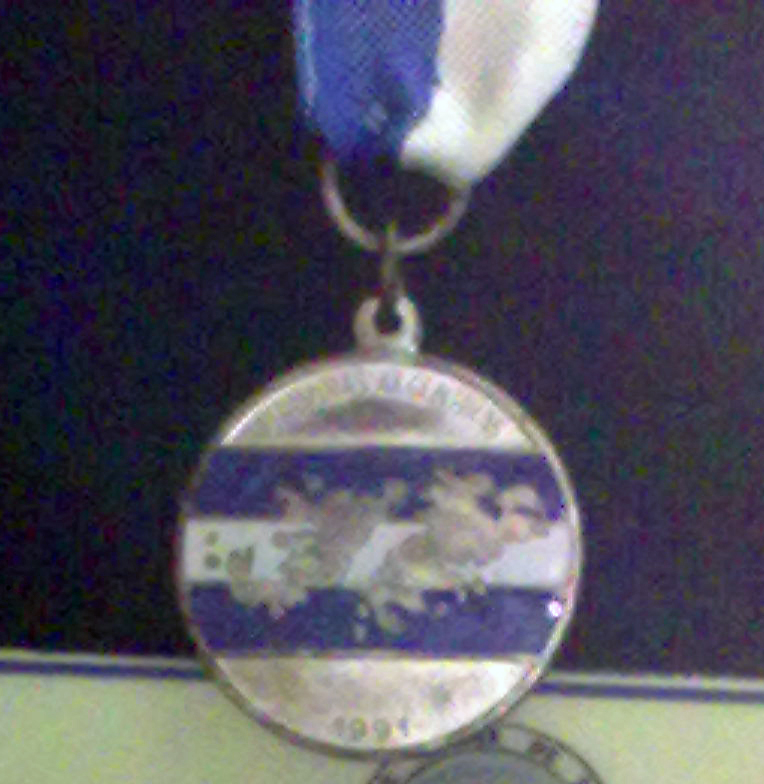
La medaglia El Honorable Congreso de la Nación a los Combatientes.

Dopo la guerra delle Falkland Bedacarratz continuò la sua carriera nella Aviacíon Naval, prima prestando servizio imbarcato come comandante di squadriglia sulla portaerei Veinticinco de Mayo e quindi esercitando ruoli a terra di insegnamento nella Escuela Superior de Guerra; partecipò anche ai corsi della Scuola di guerra francese a Parigi. Prima del suo ritiro nel 1991 entrò anche a far parte dello stato maggiore generale della marina argentina, lo Estado Mayor de la Armada. Durante la sua carriera Bedecarratz totalizzò oltre 3.500 ore di volo ed effettuò con successo circa 200 appontaggi su portaerei.
Nei primi anni 2000 Bedecarratz inoltre ha prestato ancora servizio per la marina argentina come responsabile della produzione agricola della Armada fino al 2004.
Per il valore dimostrato in azione, Augusto Bedacarratz ha ricevuto la El Honorable Congreso de la Nación a los Combatientes, medaglia di riconoscimento assegnata dal parlamento argentino ai combattenti della guerra nell'Atlantico meridionale del 1982.